# Vĩ Thượng
Vĩ Thượng là một xã thuộc huyện Quang Bình, tỉnh Hà Giang, Việt Nam.

## Địa lý
Xã Vĩ Thượng nằm ở phía nam huyện Quang Bình, có vị trí địa lý:
- Phía đông và nam giáp huyện Bắc Quang
- Phía tây giáp tỉnh Yên Bái
- Phía bắc giáp xã Hương Sơn và xã Tiên Yên.

Xã Vĩ Thượng có diện tích 28 km², dân số năm 2019 là 5.603 người, mật độ dân số đạt 200 người/km².

## Lịch sử
Trước đây, Vĩ Thượng mà một xã thuộc huyện Bắc Quang.
Ngày 1 tháng 12 năm 2003, Chính phủ ban hành Nghị định 146/2003/NĐ-CP về việc thành lập huyện Quang Bình trên cơ sở điều chỉnh Vĩ Thượng thuộc huyện Bắc Quang sang trực thuộc huyện Quang Bình.